# Dolmen auf der Île Brunec

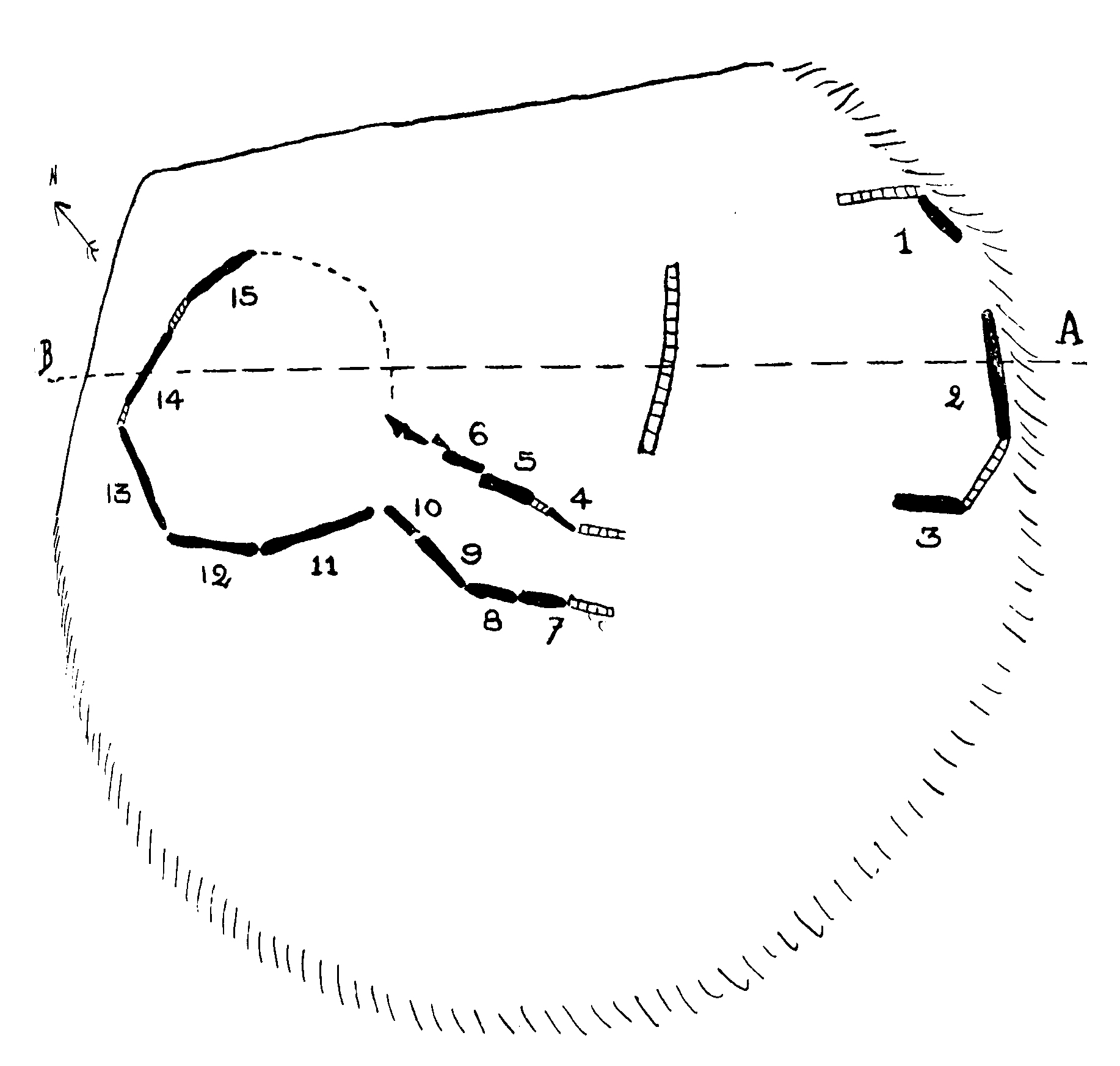
Dolmen mit Cairn auf der Île Brunec – gem. Martha und Saint-Just Péquart

Der Dolmen auf der Île Brunec, der nördlichsten der Glénan-Inseln (französisch Archipel des Glénan) südlich von Fouesnant im Département Finistère in der Bretagne in Frankreich, wurde 1926 von Martha und Saint-Just Péquart (1881–1944) ausgegraben. Dolmen ist in Frankreich der Oberbegriff für neolithische Megalithanlagen aller Art (siehe: Französische Nomenklatur).
Im 4. Jahrtausend v. Chr. wurde auf der Insel Brunec ein Dolmen errichtet. Neben drei Orthostaten, die zu einer weiteren, schlecht erhaltenen Struktur gehören, wurden 12 Tragsteine und weitere Standspuren einer ovalen Kammer und eines Ganges entdeckt, die zu einem nahezu kompletten Dolmengrundriss gehören. Die Ausgrabung zeigte, dass der Cairn bereits etwas abgetragen war. Der Gangdolmen (französisch Dolmen à couloir) wurde 1992 als Monument historique eingestuft. Weitere vorzeitliche Monumente befanden sich auf den Nachbarinseln Île de Bananec, Île de Drénec und Île Saint-Nicolas.
Der neolithische Meeresspiegel lag etwa 5,0 m niedriger als der heutige und die Fläche des Archipels war nicht so stark zergliedert. Spuren der Besiedlung sind auf mehreren Inseln entdeckt worden. 18 ehemalige Fischzäune aus der Vorgeschichte, der Antike und dem Mittelalter wurden auf dem Glénan-Archipel identifiziert. Die Inseln waren auch noch in gallo-römischer Zeit besiedelt, wie die Amphoren und Münzen belegen, die auf der Île aux Moutons und der Île Saint-Nicolas gefunden wurden.